# Slag bij de Trajaanse Poort

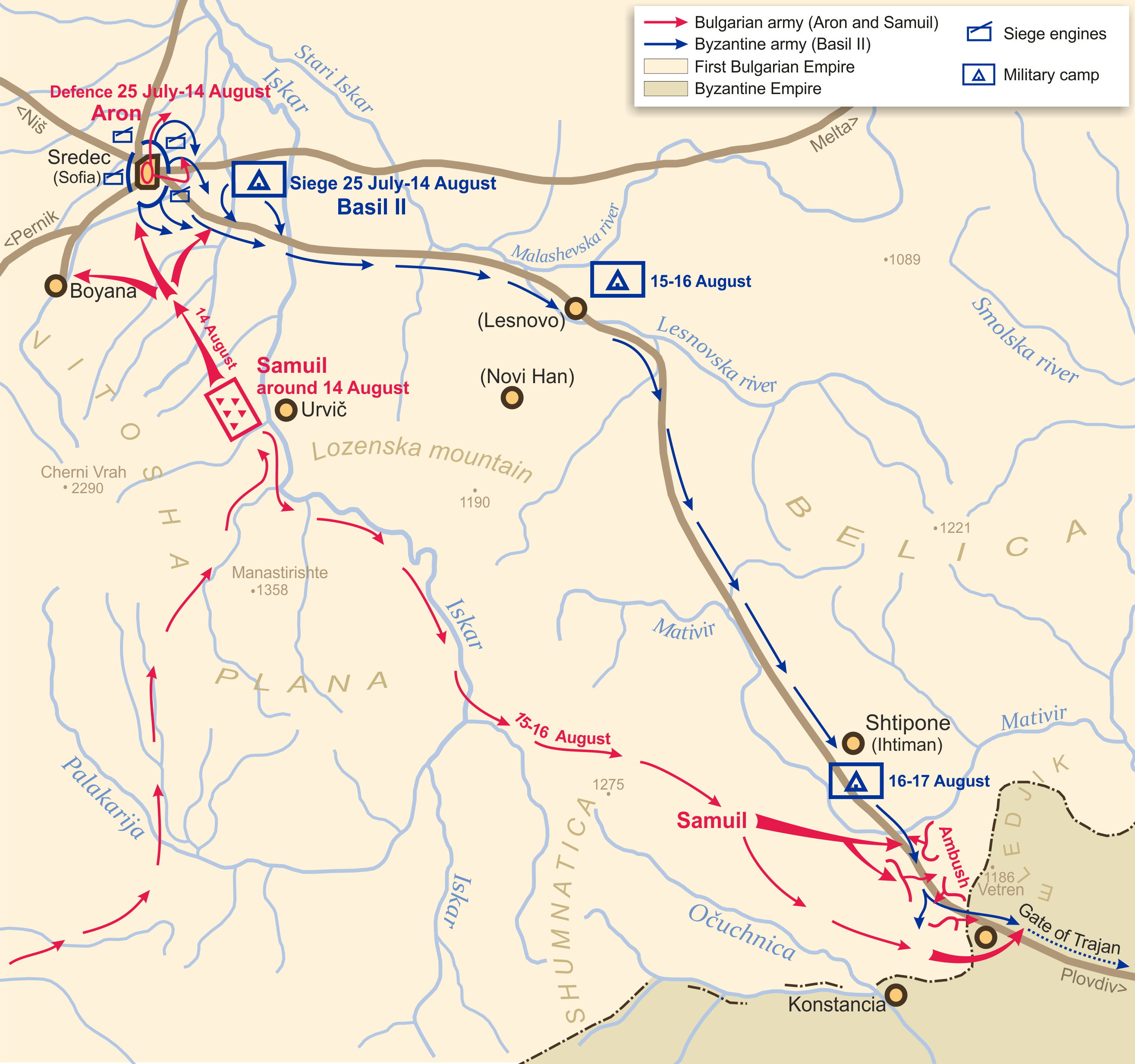

De Slag bij de Trajaanse Poort vond plaats op 17 august 986 ter hoogte van Trajaanse Poort in Bulgarije. Na een relatieve rust van vijftien jaar werden de Byzantijns-Bulgaarse oorlogen hervat.

## Achtergrond
In 971 had de Byzantijnse keizer Johannes I Tzimiskes, tsaar Boris II van Bulgarije en zijn broer Roman gevangengenomen en de hoofdstad Preslav veroverd. De Byzantijnen hadden controle over Oost-Bulgarije. Beetje per beetje kwam West-Bulgarije in de handen van Samuel van Bulgarije en zijn broers. Ze stichtten een nieuwe hoofdstad, Ohrid.
Na de dood van keizer Johannes I in 976 werd de meest bekwame Byzantijnse generaal Bardas Skleros afgezet. Bardas kwam in opstand en de Byzantijnse greep op de Balkan verzwakte. Samuel maakte van situatie gebruik om de aanvallen op te voeren, hij viel Thessalië, Griekenland binnen en vanaf 982 bezette hij gedurende vijf jaar de strategische stad Larissa. Voor de nieuwe keizer Basileios II was de maat vol en aan het hoofd van zijn leger vertrok hij in 986 naar Sofia (Sredec) om te stad te veroveren. Na een beleg van twintig dagen was Basileios II genoodzaakt zijn kamp op te breken, wegens gebrek aan voedsel.

## Slag
In zijn terugtocht, ter hoogte van de Trajaanse Poort werd hij opgewacht door de Bulgaarse troepen onder leiding van Samuel. De Byzantijnse voorhoede slaagde erin zich nog door een pas, die nog niet was ingenomen door de Bulgaren, te ontsnappen. De rest van het Byzantijnse leger werd omsingeld. Dankzij een Armeense elite-eenheid kon de keizer via secundaire routes in veiligheid worden gebracht. Het dodenaantal aan Byzantijnse zijde was enorm. De keizerlijke insignes werden in bezit genomen.

## Resultaat
Na de slag hadden de Bulgaren terug de controle over de Balkan. Tsaar Roman van Bulgarije herwon zijn positie en gedurende vijf jaar heerste er opnieuw een relatieve rust over de regio.